# Periastro

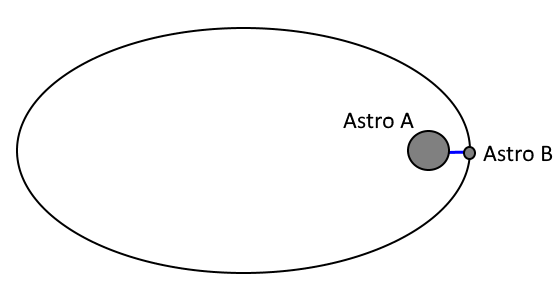
Ponto da órbita de um astro em que ele se encontra o mais próximo de outro astro em torno do qual gravita.

Periastro é o ponto da órbita de um corpo celeste ou de uma nave espacial, em que ele se encontra mais próximo do astro em torno do qual gravita.
Comumentemente as naves espaciais giram em torno dos corpos celestes em órbitas elípticas e elas sempre apresentam um ponto de maior aproximação que é denominado de periastro.
Se estiver se referindo a um planeta do Sistema Solar que orbita em torno do Sol, neste caso este ponto recebe o nome específico de periélio.
Quando o corpo celeste apresenta atmosfera é importante que o periastro seja grande o suficiente, para que a nave espacial não se friccione na atmosfera, pois pode sofrer danos ou mesmo ser destruída.
Em alguns casos esta mesma fricção é utilizada para diminuir a velocidade de uma sonda. Planetas como Vênus e Marte já receberam sondas da Terra, onde foi necessário fazer o uso de aerofrenagem, quando a sonda passava pela região de seu periastro, a fim de diminuir sua velocidade de inserção no planeta e ajustar a sua órbita, para uma orbitação mais compatível para as pesquisas científicas.
Certas sondas que apresentam órbitas muito elípticas fazem no seu periastro, pesquisas da alta atmosfera e do campo magnético, quando eles existem, do astro que orbitam.
Mesmo quando uma nave espacial orbita um planeta em uma trajetória quase circular, o planeta costuma ter seu diâmetro maior no equador do que nos polos. Se a nave espacial não apresenta uma órbita equatorial ou geocêntrica, o seu periastro fica na região do equador do astro e pode ter um valor significativamente diferente que a sua altura de orbitação média, principalmente se for uma sonda que órbita em baixa-altitude.

## Nomenclatura
Abaixo uma tabela onde o termo periastro sofre variação de acordo com o corpo celeste referencial.
| Corpo celeste | Máxima aproximação   | Máximo afastamento |
| ------------- | -------------------- | ------------------ |
| Qualquer      | Periastro            | Apoastro           |
| Sol           | Periélio             | Afélio             |
| Terra         | Perigeu              | Apogeu             |
| Lua           | Periselene/Perilúnio | Aposelene/Apolúnio |
| Júpiter       | Perizene             | Apozene            |
| Saturno       | Perikrone            | Apokrone           |